# رنگین کمانی در تاریکی
«رنگین کمانی در تاریکی» (به انگلیسی: Rainbow in the Dark) عنوان دومین تک‌آهنگ گروه هوی متال دیو است که همراه با آلبوم ای‌پی غواص مقدس در ۱۹۸۳ منتشر شد. این آهنگ توانست در جدول چهل اثر برتر متال تلویزیون وی‌اچ۱ در جایگاه ۱۳ قرار بگیرد. این ترانه یکی از محبوب ترین‌های دیو نیز محسوب می‌شود.
در طی مصاحبه‌ای در سال ۲۰۰۵، رانی جیمز دیو عنوان کرد که او از این ترانه ناخشنود بوده و علت را پاپ بودن سبک آن بیان کرد، حتی او ابراز داشت که پس از ضبط، از شدت ناراحتی قصد داشته تا کاست را با تیغ ریش تراشی از بین ببرد اما بقیه اعضای گروه مانع او شده‌اند.
همچنین در فیلم مستند وی‌اچ۱، رانی ابراز داشته است که شعر این ترانه از احساس او پس از جدایی از بلک سبث تاثیر گرفته است و او عنوان می‌کند که او در آن زمان احساس تنهایی و کنار گذاشته شدگی می‌کرده است و از این رو عنوان رنگین کمانی در تاریکی را برای آن برگزیده است.